# Sân vận động Đồng Nai
Sân vận động Đồng Nai là một sân vận động nằm ở Tam Hiệp, Đồng Nai. Sân vận động có sức chứa 30.000 người và chủ yếu được sử dụng để tổ chức các trận đấu bóng đá. Đây là sân nhà của Câu lạc bộ bóng đá Đồng Nai.

## Lịch sử
Năm 2013, sân vận động đã được lắp đặt hệ thống ánh sáng với kinh phí hơn 20 tỷ đồng. Hầu hết hệ thống ánh sáng được nhập về từ Hoa Kỳ, nó là một trong những hệ thống ánh sáng tốt nhất cho sân vận động ở Việt Nam.
Năm 2014, sân vận động xây dựng đường piste để có thể tổ chức các giải điền kinh tại quốc gia và quốc tế, với kinh phí hơn 20 tỷ đồng.
Năm 2015, sân vận động này đã tráng bê tông và trồng cỏ ở trước khu vực trước khán đài A trong sân vận động. Chưa kể những nhà tổ chức đã sơn mới các khán đài.